# طالع لقرع (واد اليان)
طالع لقرع هو دُوَّار يقع بجماعة القصر الصغير، إقليم الفحص أنجرة، جهة طنجة تطوان الحسيمة في المملكة المغربية. ينتمي الدوّار لمشيخة واد اليان التي تضم 5 دواوير. يقدر عدد سكانه بـ 395 نسمة حسب الإحصاء الرسمي للسكان والسكنى لسنة 2004.

## روابط خارجية
- البوابة الوطنية للجماعات الترابية نسخة محفوظة 12 مارس 2018 على موقع واي باك مشين.
- المندوبية السامية للتخطيط